# Video na vyžádání
Video na vyžádání (zkr. VOD z anglického video on demand) je systém, který uživatelům televize či internetu umožňuje vybrat si a sledovat video (typicky film nebo seriál) dle vlastního výběru, bez předepsaného televizního programu. Tento systém bývá nabízen uživatelům internetu formou jakési virtuální videopůjčovny, dále hotelovým hostům nebo při cestování v dopravě (vlaky a autobusy).

## Druhy
Existuje několik druhů VOD systémů, mezi ty nejrozšířenější patří přibližně od roku 2010 SVOD služby, za které je placené předplatné.
- Transactional video on demand (zkr. TVOD, česky transakční video na vyžádání) – je systém, ve kterém zákazníci platí za každý obsah služby.[4] Zákazník si například zaplatí za každý film nebo pořad, který chce zhlédnout. TVOD má většinou dvě podkategorie: electronic sell-through (EST, česky elektronický prodej), ve kterém mohou prostřednictvím internetu zakoupit část obsahu a mít k němu neomezený přístup, a download to rent (DTR, česky stáhnout k zapůjčení), ve kterém mají přístup k obsahu po dobu délky jeho zapůjčení.[4][5] Příkladem může být obchod iTunes od Applu či obchod Google Play.
- Premiere video on demand (zkr. PVOD, česky premiérové video na vyžádání) – je systém, který umožňuje zákazníkům zhlédnout obsah dříve, tedy například ve stejnou chvíli, kdy je film uveden v kinech. Většinou však za mnohem větší finanční částku. Model poprvé představila roku 2011 americká satelitní televize DirecTV, a to pod názvem „Home Premiere“.[6][7] Systém se vrátil během pandemie covidu-19, kdy byla uzavřena kina po celém světě. Některé z filmů byly uvedeny v autokinech a prostřednictvím PVOD, další pouze přes PVOD.[8] S podobným modelem, zvaným Premier Access, přišla v roce 2020 společnost Disney, která některé z filmů uvedla na své službě Disney+ ve stejný den, jako měly premiéru v kinech.[9]
- Catch-up TV – televizní stanice umožnily divákům sledovat pořady prostřednictvím jejich VOD služeb poté, co byly premiérově odvysílány v televizi.[10][11]
- Subscription video on demand (zkr. SVOD, česky předplatné video na vyžádání) – je systém, ve kterém je uživatelům zpřístupněn obsah služby v rámci předplatného a je většinou streamován prostřednictvím internetu.[12][3] Mezi nejrozšířenější služby patří například Netflix, Prime Video, Disney+ a HBO Max. Z českých služeb videa na požádání patří k nejznámějším Voyo, Aerovod, DAFilms, Edisonline či Film Popular.
- Near video on demand (zkr. NVOD) – je pay-per-view technologie, kterou používají vysílací společnosti s několika stanicemi, jež využívají distribučních mechanismů s velkou šířkou pásma, jako je satelitní a kabelová televize. Stejná verze programu je vysílána v krátkých intervalech (většinou každých 10–20 minut) na lineárních kanálech, což poskytuje pohodlí divákům, kteří mohou sledovat svůj program bez nutnosti jej ladit v jednom naplánovaném bodě.[13]
- Push video on demand – je systém, který „tlačí“ (anglicky push) obsah provozovatele do divákova set-top boxu bez ohledu na to, zdali o něj divák žádal. Technologii používají vysílací společnosti, kterým chybí konektivita a šířka pásma a nemohou tak vytvořit pravé „streamovací“ video na vyžádání.[14] Používají ji i ty společnosti, které chtějí stabilní a optimalizované streamovací infrastruktury docílit tím, že rovnou přednačítají nejoblíbenější obsah do zákazníkova set-top boxu. Pokud zákazník o takový obsah zažádá, je rovnou načten na jeho zařízení.[15]
- Advertising video on demand (zkr. AVOD, česky reklamní video na vyžádání) – příjmový model založený na reklamách. S jeho pomocí mohou společnosti oslovit své diváky, obsah je navíc k dispozici zdarma. Hulu bylo největší AVOD službou, v srpnu 2016 však bezplatnou verzi ukončilo a své technologie poskytlo službě Yahoo! View.[16][17] Ad-supported video on demand (zkr. ASVOD) označuje službu, která poskytuje bezplatný obsah s reklamami.[18] Jedná se například o Pluto TV, Xumo, Roku Channel, Crackle, Tubi, Vudu a YouTube.[19]

## Seznam služeb
Seznam nejrozšířenějších VOD služeb, které fungují na principu předplatného.
| Název         | Majitel                 | Datum spuštění     | Předplatitelé  | Nabídka | Oblast činnosti | Zdroje               |
| ------------- | ----------------------- | ------------------ | -------------- | --- | --- | -------------------- |
| Netflix       | Netflix, Inc.           | 16. ledna 2007     | 238,39 milionu | Netflix Originals, Studio Ghibli, Studio 100, WildBrain, Wow Unlimited Media, Mattel, Hasbro, Lionsgate, Bento Box Entertainment, MarVista Entertainment, Chicken Soup for the Soul Entertainment, STX Entertainment, Skydance Media, Gaumont Film Company, Xilam, The Pokémon Company, A&E Networks, Sony Pictures Entertainment, licencovaný obsah ostatních společností | celosvětově | [ 20 ]               |
| Prime Video   | Amazon                  | 7. září 2006       | 205 milionů    | Amazon Originals, Amazon Studios, MGM, United Artists, Orion Pictures, Discovery, ITV, licencovaný obsah ostatních společností | celosvětově | [ 21 ] [ 22 ]        |
| Disney+       | The Walt Disney Company | 12. listopadu 2019 | 157,8 milionu  | Disney+ Originals, Walt Disney Pictures, Walt Disney Animation Studios, Disney Television Animation, Disney Channel, Disney Junior, Disney XD, Disney Original Documentary, Freeform, Disneynature, Disneytoon Studios, Pixar, Marvel Studios, Lucasfilm, National Geographic, ABC, ABC Signature, MTM Enterprises, Disney–ABC Domestic Television, The Muppets Studio, 20th Television, 20th Television Animation, FX Networks, Star, 20th Century Studios, 20th Century Animation, Searchlight Pictures, Fox 2000 Pictures, Blue Sky Studios, Touchstone Pictures, Hollywood Pictures, Hulu Originals, licencovaný obsah ostatních společností | Severní Amerika, Jižní Amerika, Evropa, Střední východ, severní a jižní Afrika, Asijsko-pacifický region            | [ 23 ] [ 24 ] [ 25 ] |
| Tencent Video | Tencent                 | červen 2011        | 119 milionů    | Tencent Video Originals, licencovaný obsah ostatních společností | Bangladéš, Čína, Hongkong, Indonésie, Macao, Malajsie, Filipíny, Singapur, Jižní Korea, Tchaj-wan, Thajsko, Vietnam | [ 26 ] [ 27 ] [ 28 ] |
| iQIYI         | Baidu                   | 22. dubna 2010     | 111,6 milionu  | iQIYI Originals, licencovaný obsah ostatních společností | celosvětově | [ 29 ] [ 30 ]        |

| Služba          | Majitel                 | Datum spuštění    | Předplatitelé | Nabídka | Oblast činnosti | Zdroje        |
| --------------- | ----------------------- | ----------------- | ------------- | --- | --- | ------------- |
| Youku           | Alibaba Group           | červen 2006       | 90 milionu    | Youku Originals, licencovaný obsah ostatních společností | Čína | [ 31 ]        |
| HBO Max         | AT&T                    | 27. května 2020   | 76,8 milionu  | tituly z knihovny WarnerMedia, HBO, Max Originals, DC Universe Originals, Warner Bros., DC Films, New Line Cinema, Turner Entertainment, CNN, Sesame Workshop, Looney Tunes, Comedy Central, Crunchyroll, Studio Ghibli, TBS, TNT, TruTV, Adult Swim, Boomerang, Cartoon Network | Spojené státy, Latinská Amerika, Karibik, Severské státy, Španělsko a Andorra, Nizozemsko, Portugalsko, střední a východní Evropa                                                                    | [ 32 ]        |
| YouTube Premium | Google                  | 31. října 2015    | 50 milionů    | YouTube Originals | 101 států | [ 33 ]        |
| Hulu            | The Walt Disney Company | 29. října 2007    | 46,2 milionu  | Hulu Originals, ABC, ABC Signature, 20th Television, 20th Television Animation, FX, FXX, Freeform, 20th Century Studios, Searchlight Pictures, Touchstone Pictures, Hollywood Pictures, ABC News, ESPN, licencovaný obsah ostatních společností                                  | Spojené státy | [ 34 ]        |
| Paramount+      | ViacomCBS               | 28. října 2014    | 43,3 milionů  | Paramount+ Originals, CBS, NBC, ABC, Paramount Pictures, Miramax, Dimension Films, Republic Pictures, MTV, Nickelodeon, Comedy Central, BET, Smithsonian Channel, ViacomCBS Domestic Media Networks                                                                              | Austrálie, Kanada, Střední Amerika, Dominikánská republika, Maďarsko, Mexiko, severní Evropa, Polsko, Rusko, Jižní Amerika, Spojené státy a Střední východ prostřednictvím distribuce třetích stran. | [ 35 ]        |
| ALTBalaji       | Balaji Telefilms        | 16. dubna 2017    | 34 milionů    | ALTBalaji Originals | celosvětově | [ 36 ]        |
| Apple TV+       | Apple                   | 1. listopadu 2019 | 33,6 milionu  | Apple TV+ Originals | celosvětově | [ 37 ]        |
| Peacock         | Comcast                 | 15. července 2020 | 28 milionů    | Peacock Originals, NBC, Universal, Focus Features, DreamWorks Animation, Illumination, EMKA, Telemundo, CNBC, Bravo, E!, Syfy, Oxygen, Universal Kids, WWE Network | Spojené státy, Velká Británie, Irsko, Rakousko, Německo a Itálie | [ 38 ]        |
| iflix           | Tencent                 | 27. května 2014   | 25 milionů    | The Walt Disney Company, Metro-Goldwyn-Mayer, Paramount Pictures, Warner Bros, Fox, Starz | Bangladéš, Brunej, Kambodža, Indonésie, Malajsie, Maledivy, Myanmar, Nepál, Pákistán, Filipíny, Srí Lanka, Thajsko, Vietnam                                                                          | [ 44 ] [ 45 ] |

### České služby
V tabulce jsou zahrnuty české VOD služby. V Česku jsou však dále dostupné i další, výhradně zahraniční služby, jako jsou například Netflix, HBO Max, Prime Video, Disney+, SkyShowtime, Apple TV+ a Starmax.
| Služba     | Provozovatel   | Datum spuštění | Typ       | Poznámka                        |
| ---------- | -------------- | -------------- | --------- | ------------------------------- |
| Oneplay    | PPF            | 10.3.2025      | VOD       | fúze Voyo (TV Nova) s O2TV (O2) |
| Prima+     | FTV Prima      | 2023           | SVOD      |                                 |
| Aerovod    |                |                | TVOD/SVOD |                                 |
| iVysílání  | Česká televize |                | VOD       |                                 |
| DAFILMS    |                |                | TVOD/SVOD |                                 |
| EDISONLINE |                |                | SVOD      |                                 |
| Dramox     |                |                | SVOD      |                                 |